# Sarah Catherine Hook
Sarah Catherine Hook (Montgomery, 21 april 1995) is een Amerikaans actrice. Ze is onder andere bekend van haar rollen in de film The Conjuring: The Devil Made Me Do It en de televisieserie Cruel Intentions.

## Biografie
Hook werd geboren in Montgomery in de Amerikaanse staat Alabama. Ze ging naar de plaatselijke academie in Alabama. Hook verkreeg een Bachelor of Music met een specialisatie van het Suny Purchase College in 2017. Daarnaast volgde ze een zomer acteercursus van de Atlantic Theater Company in Manhattan, New York.
In 2021 had Hook haar eerste grotere rol in de film The Conjuring: The Devil Made Me Do It, waarin ze de rol van Debbie Glatzel vertolkte. Een jaar later speelde ze in de Netflix-serie First Kill de rol van Juliette Fairmont. Het volgende project waar ze aan meewerkte was de film Ghost Trap, dat gefilmd werd in Maine en gebaseerd is op de novelle van K. Stephens. Hierin speelde ze het personage Happy, de potentiële vriendin van de hoofdrolspeler. In 2024 verkreeg Hook de hoofdrol van Caroline Merteuil in de televisieserie Cruel Intentions, een remake van de gelijknamige film uit 1999.

## Filmografie

### Films
| Jaar | Titel                                  | Rol            | Opmerkingen |
| ---- | -------------------------------------- | -------------- | ----------- |
| 2017 | Brunkala                               | Lana           |             |
| 2018 | I Believe                              | Girl           | Korte film  |
| 2021 | The Conjuring: The Devil Made Me Do It | Debbie Glatzel |             |
| 2024 | The Ghost Trap                         | Happy          |             |

### Televisie
| Jaar | Titel                             | Rol                    | Extra            |
| ---- | --------------------------------- | ---------------------- | ---------------- |
| 2019 | Law & Order: Special Victims Unit | Meghan Gale            | 1 afl.           |
| 2020 | NOS4A2                            | Rikki                  | 1 afl.           |
| 2020 | Harbor from the Holocaust         | Narrator               | Documentair      |
| 2020 | Monsterland                       | Elena Milak            | 1 afl.           |
| 2021 | The Valley                        | Cindy Rella            | 1 afl.           |
| 2021 | American Crime Story              | Catherine Allday Davis | 2 afl.           |
| 2022 | First Kill                        | Juliette Fairmont      | Hoofdrol, 8 afl. |
| 2024 | Cruel Intentions                  | Caroline Merteuli      | Hoofdrol, 8 afl. |
| 2025 | The White Lotus                   | Piper Ratliff          | Hoofdrol, 8 afl. |